# 추국현
추국현(1980년 ~ )는 대한민국의 배우이다.

## 출연작

### 드라마
- 2013년 TvN 《이웃집 꽃미남》
- 2013년 SBS 《돈의 화신》
- 2013년 SBS 《야왕》
- 2013년 KBS 《광고천재 이태백》
- 2013년 MBC 《투윅스》
- 2013년 MBC 《메디컬탑팀》
- 2014년 KBS 《참 좋은 시절》... 보디가드 역
- 2014년 SBS 《사랑만 할래》... 수행원 역
- 2015년 KBS 《스파이》... 국정원요원 역
- 2015년 SBS 《황홀한 이웃》
- 2015년 KBS 《당신만이 내사랑》... 신혼부부 역
- 2015년 JTBC 《순정에 반하다》
- 2015년 재능TV 《출동 케이캅》... 가마토 역

### 영화
- 2013년 《애비》
- 2013년 《콩나물》
- 2017년 《청년경찰》... 영춘 일당 역
- 2017년 《브이아이피》... 국정원요원 역
- 2017년 《강철비》... 남측경호원 역
- 2018년 《돈》... 동명회사 직원들 역
- 2022년 《야차》... 일본영사관직원3 역

### 광고
- 2013년 맥도날드 - 맥스파이시 상하이 디럭스
- 2013년 LG유플러스
- 2013년 에버랜드
- 2013년 남양주 슬로푸드 국제대회 - 아시오구스토 홍보 영상
- 2014년 롯데홈쇼핑 - 오투존탈취제
- 2014년 농심 - 사내카탈로그

### 뮤직비디오
- 파이브돌스 《짝1호》

### 방송
- 2014년 국방TV KFN특별기획《윤봉길은 무엇을 위해 폭탄을 던졌나?》